# Buddy Shuman 250 1967
Buddy Shuman 250 1967 var ett stockcarlopp ingående i  Nascar Grand National Series som kördes 8 september 1967 på den 0,4 mile (643,737 m) långa ovalbanan Hickory Motor Speedway i Hickory, North Carolina. Totalt avverkades 100 miles (160,934 km) fördelat på 250 varv. Banunderlaget var asfalt. Loppet vanns av Richard Petty i en Plymouth på tiden 1:24.01 körande för Petty Enterprises. Pettys snitthastighet var 71,414 mph. Han var vid målgång ensam förare på ledarvarvet, ett varv före tvåan Jack Ingram. Det var Pettys 52:a vinst av totalt 200 i karriären. Prispotten uppgick till 5 440 dollar, varav 1 500 dollar gick till segraren. Loppet är uppkallat efter stockcarföraren Buddy Shuman som dog i en hotellbrand 13 november 1955.

## Resultat
| Plc     | Nr  | Förare          | Team/ bilägare           | Konstruktör | Start | Varv | Ledda varv |
| ------- | --- | --------------- | ------------------------ | ----------- | ----- | ---- | ---------- |
| 1       | 43  | Richard Petty   | Petty Enterprises        | Plymouth    | 2     | 250  | 70         |
| 2       | 81  | Jack Ingram     | Tommy Ingram             | Chevrolet   | 6     | 249  | 0          |
| 3       | 14  | Jim Paschal     | Tom Friedkin             | Plymouth    | 3     | 248  | 89         |
| 4       | 48  | James Hylton    | Bud Hartje               | Dodge       | 4     | 245  | 0          |
| 5       | 64  | Elmo Langley    | Langley-Woodfield Racing | Ford        | 9     | 244  | 0          |
| 6       | 25  | Jabe Thomas     | Robertson Racing         | Ford        | 13    | 237  | 0          |
| 7       | 74  | Tom Pistone     | Turkey Minton            | Chevrolet   | 33    | 234  | 0          |
| 8       | 76  | Earl Brooks     | Don Culpepper            | Ford        | 23    | 234  | 0          |
| 9       | 38  | Wayne Smith     | Archie Smith             | Chevrolet   | 16    | 234  | 0          |
| 10      | 27  | Bosco Lowe      | Matthews Racing          | Ford        | 7     | 233  | 0          |
| 11      | 06  | Neil Castles    | Neil Castles             | Dodge       | 12    | 231  | 0          |
| 12      | 02  | Bob Cooper      | Bob Cooper               | Chevrolet   | 22    | 229  | 0          |
| 13      | 19  | E.J. Trivette   | E.J. Trivette            | Ford        | 20    | 229  | 0          |
| 14      | 20  | Clyde Lynn      | Negre Racing             | Ford        | 10    | 228  | 0          |
| 15      | 97  | Henley Gray     | Gray Racing              | Ford        | 27    | 228  | 0          |
| 16      | 111 | Swede Savage    | Holman Moody             | Ford        | 8     | 226  | 0          |
| 17      | 45  | Bill Seifert    | Seifert racing           | Ford        | 18    | 226  | 0          |
| 18      | 2   | Bobby Allison   | J.D. Bracken             | Chevrolet   | 5     | 223  | 74         |
| 19      | 35  | Max Ledbetter   | Ken Carpenter            | Oldsmobile  | 26    | 215  | 0          |
| 20      | 94  | Don Biederman   | Ron Stotten              | Chevrolet   | 31    | 206  | 0          |
| 21      | 57  | George Poulos   | George Poulos            | Plymouth    | 29    | 194  | 0          |
| 22      | 01  | Paul Dean Holt  | Dennis Holt              | Ford        | 30    | 175  | 0          |
| 23      | 31  | Bill Ervin      | Ralph Murphy             | Ford        | 28    | 143  | 0          |
| 24      | 29  | Dick Hutcherson | Bondy Long               | Ford        | 1     | 141  | 17         |
| 25      | 49  | G.C. Spencer    | GC Spencer Racing        | Plymouth    | 32    | 135  | 0          |
| 26      | 54  | Tom Raley       | Tom Raley                | Ford        | 15    | 130  | 0          |
| 27      | 88  | Doug Cooper     | Buck Baker Racing        | Oldsmobile  | 11    | 87   | 0          |
| 28      | 34  | Wendell Scott   | Scott Racing             | Ford        | 21    | 51   | 0          |
| 29      | 75  | Jackie Fox      | Gene Black               | Ford        | 24    | 51   | 0          |
| 30      | 07  | George Davis    | George Davis             | Chevrolet   | 19    | 50   | 0          |
| 31      | 12  | Johnny Steele   | Johnny Steele            | Ford        | 25    | 39   | 0          |
| 32      | 40  | Eddie Yarboro   | Eddie Yarboro            | Dodge       | 17    | 4    | 0          |
| 33      | 4   | John Sears      | DeWitt Racing            | Ford        | 14    | 2    | 0          |
| Källor: |     |                 |                          |             |       |      |            |